# Timex FDD

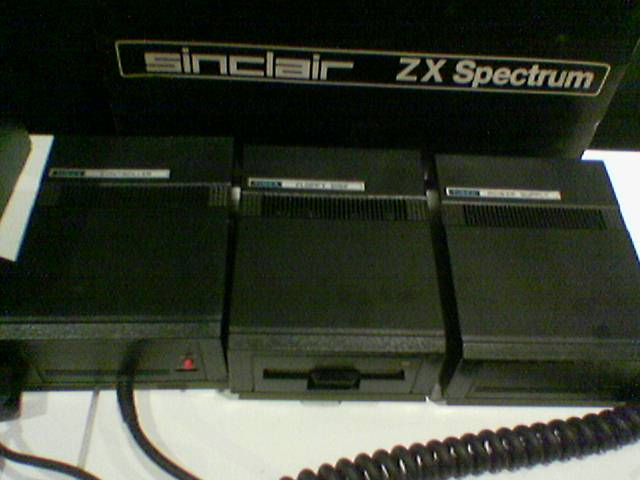
Timex FDD

Timex FDD (občas označovaný také jako Timex FDD 3) je disketový systém pro počítače Timex Sinclair a Sinclair ZX Spectrum vyráběný portugalskou pobočkou společnosti Timex Sinclair. Disketový systém se skládá ze tří jednotek: jednotka řadiče, jednotka s disketovou mechanikou a napájecí zdroj. K jednotce řadiče je možné připojit až 4 disketové mechaniky. Novější verze řadiče označovaná jako Timex FDD3000 je již tvořena jednou jednotkou obsahující dvě disketové mechaniky, řadič i napájecí zdroj. Do USA byly systémy Timex FDD importovány společností Zebra Systems. Ve Španělsku byl disketový systém Timex FDD distribuován pod názvem InvesDisk společností Investrónica. Kvůli vysoké ceně disketového systému se ho nevyrobilo mnoho kusů.

## Charakteristika zařízení
Disketový systém je vlastně nezávislý počítač založený na procesoru Z80 a 16 KiB paměti RAM a obsahuje dva sériové porty RS-232. Pro komunikaci s disketovým systémem slouží systém TOS, který rozšiřuje množinu příkazů Sinclair BASICu (viz Rozšířená syntaxe Sinclair BASICu). První verze TOSu, TOS A.1 není příliš běžná neboť ji Timex velmi brzy nahradil verzí TOS A.2.
K sériovým portům se přistupuje stejně jako k souborům, soubory reprezentující sériové porty jsou umístěny v kořenovém adresáři pod názvy CH_A.SCP a CH_B.SCP. K druhé až čtvrté disketové jednotce se přistupuje jako k podadresáři první disketové jednotky, pouze v případě formátování jsou disketové jednotky označovány písmeny A - D. Pro svoji funkci disketový systém nepotřebuje žádnou část paměti ZX Spectra.
K počítači se Timex FDD připojuje prostřednictvím FDD Interface, který existuje ve verzi pro počítače Sinclair ZX Spectrum a Timex Computer 2048 a ve verzi pro počítače Timex Sinclair 2068.
Jako náhrada původního Timex Interface M-397, který slouží jako FDD Interface pro připojení Timex FDD k ZX Spectru, vznikl interface TI-of-TTL. Disketový systém je možné emulovat pomocí emulátoru ZX Spectra Warajevo.

## Technické informace
- čip řadiče: WD1770,
- čip sériového portu: WD2123,
- procesor: Z80,
- paměť RAM: 16 KiB,
- paměť ROM: 4 KiB,[10]
- paměť ROM FDD Interface: 4 KiB,[11]
- paměť RAM FDD Interface: 1 nebo 2 KiB.[11]

Počítač komunikuje s disketovým systémem pomocí portu 239 (šestnáctkově EF). Paměť FDD Interface je připojena do adresního prostoru procesoru místo paměti ROM počítače, kdykoliv je vykonávaná instrukce na adrese 0 nebo na adrese 8 a odpojena při vykonávání instrukce na adrese 0604 (šestnáctkově).